# カロミラ
カロミラ（ギリシャ語:Καλομοίρα / Kalomira）、本名:マリア・カロミラ・サランディ（ギリシャ語:Μαρία Καλομοίρα Σαράντη、1985年1月31日 - ） / マリア・カロミラ・サランティス（英語:Maria Kalomira Sarantis）は、アメリカ合衆国出身のギリシャ人歌手である。ニューヨーク州ウェスト・ヘンプステッド（West Hempstead）に生まれ、ギリシャのタレント・オーディション番組『フェイム・ストーリー』（Fame Story）に出場し優勝したことがきっかけで、ギリシャおよびキプロスでの知名度を獲得した。ギリシャが主催国を務めるユーロビジョン・ソング・コンテスト2008のギリシャ代表として、アテネで開かれた同大会で「Secret Combination」を歌った。

## 出自
アメリカ合衆国・ニューヨーク州のウェスト・ヘンプステッドにて1985年1月31日に生まれた。アメリカではキャロル（Carol）と呼ばれている。両親はギリシア料理店を営むギリシャ人であり、姉妹がひとりいる。
幼少のころからポップ・スターとなる夢を抱いていた。学校では演劇製作やミュージカルなど様々な課外活動に加わり、またヴィオラを習って学校のオーケストラで演奏していた。高校在学中の2003年にはミス・ウェスト・ヘンプステッドとなり、また2年連続で学級委員長を務めた。
いとこに誘われて、WBLI（WBLI）ラジオ主催の音楽コンテストに参加し、2位入賞を果たした。それ以降、ジェシカ・シンプソン、LL Cool J、ジェニファー・ラブ・ヒューイット、ミシェル・ブランチ、ニック・ラシェイなどの有名アーティストらとコンサートの舞台を共にした。

## フェイム・ストーリー
スター・アカデミーの類似番組であるギリシャの音楽タレント番組『フェイム・ストーリー2』（Fame Story 2）のオーディションがニューヨークでも行われ、カロミラは200人のオーディション参加者の中から番組に参加できる2人のうちの1人となった。普段は主に英語を話し、ギリシャ語があまり流暢ではなかったが、在籍していたアデルファイ大学（Adelphi University）の学期が終わるのを待った後、ギリシャに渡った。この『フェイム・ストーリー2』で優勝を果たしたことにより、カロミラのプロの歌手としてのキャリアが始まった。この時の優勝で、賞金20万ユーロを手にし、Heaven Musicとのアーティスト契約が結ばれた。

### フェイム・ストーリーで歌った楽曲
- イントロ - "Μία φορά και ένα καιρό"
- 第1週 - "Stand by Me"（イオルゴス・フリストウとのデュエット）
- 第2週 - "H Γκαρσόνα"（サヴィーナとのデュエット）
- 第3週 - "Γατούλα"
- 第4週 - "Ανάβεις φωτιές"（マロ・リトラとのデュエット）
- 第5週 - "Dancing Queen"（イオルゴス・フリストウとのデュエット）
- 第6週 - "Woman In Love"（マロ・リトラとのデュエット）
- 第7週 - "Ένα πρωινό"
- 第8週 - "La Isla Bonita"
- 第9週 - "Gucci των Μασάι"（ニコス・ミハスとのデュエット）
- 第10週 - "Γιατί Φοβάσαι"
- 第11週 - "Περιττός"
- 第12週 - "Oops!... I Did It Again"
- 第13週 - "Εϊ Καζανόβα"
- フィナーレ -  "Express Yourself"

## プロ歌手としての来歴

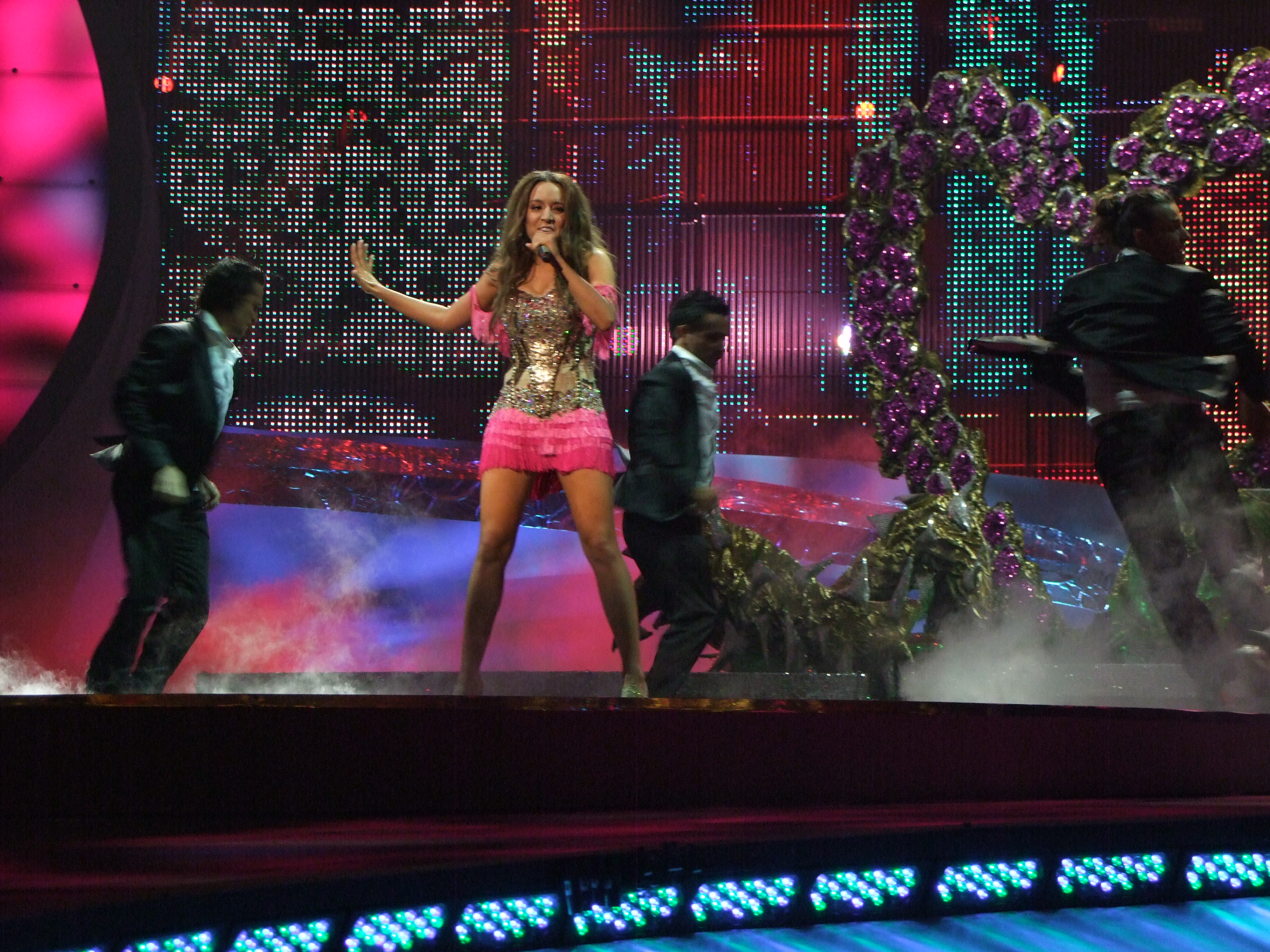
ユーロビジョン・ソング・コンテスト2008にて

### 2004年 - 2006年: ファースト・アルバム
2004年7月8日から8月14日にかけて、テッサロニキのFOCUSで歌った。夜には観客の前で歌い、昼には自らのアルバムに向けたレコーディングを進めた。ギリシャ国外では、2004年のNBCのアテネオリンピックのイベントの一環で「トゥデイ」や「アクセス・ハリウッド（Access Hollywood）」に登場した。またUPNのギリシャ・パレードでは生で歌い、インタビューされてFOXニュースやワシントン・ポスト、ニューズデー（Newsday）、ニューヨーク・タイムズなどで取り上げられた他、その後ユーロビジョンのギリシャ代表としてオプラ・ウィンフリー・ショーでも取り上げられている。
2004年9月1日、15曲を収録した初のオリジナル・アルバム『Kalomira』が発売され、アルバムはゴールドとなった。その後、他のフェイム・ストーリー参加者とともにギリシャ・ツアーを行い、アテネの「サラッサ（Thalassa）」にも来ている。同じ年、REXスタジオにてデスピナ・ヴァンディやサノス・ペトレリス（Thanos Petrelis）との共演もした。批評家らかも多くの好評を受け、Life and Style誌のWoman of the Year - Best Newcomerに選出された。2004年にはまた、ギリシャのテレビ・ドラマ・シリーズ「I Lampsi」にも脇役として出演し、演出のニコス・フォスコロス（Nikos Foskolos）はカロミラをアリキ・ヴーイウクラキ（Aliki Vougiouklaki）と比類した。
2005年には2枚目のアルバム『Paizeis?』が発売された。アルバムには12曲が収録され、うち2曲はカロミラ自身が作曲したものである。この年、エリ・コッキヌーやアンドレアス・スタモス（Andreas Stamos）、コンスタンディノス・フリストフォルー（Constantinos Christoforou）とともにPiraeus 130 ミュージック・クラブで歌った。カロミラは、自身の2枚のアルバム収録曲の他、「Scandalous」や「Don't Cha」、「Don't Phunk with My Heart」のカバーなどを歌った。2005年4月11日のスター・アカデミー・ブルガリア（Star Academy Bulgaria）には特別ゲストとして出演した。
2006年秋、グリゴリス・アルナウトウルー（Grigoris Arnaoutoglou）と共に、メガ・チャンネル（Mega Channel）の日曜夜の番組「Pio Poli Tin Kiriaki」の司会を務めた。12月には3枚目のアルバム『I Kalomira Paei Cinema』が発売された。このアルバムには、往年のギリシャ映画の音楽のカバーが収録されている。

### 2007年 - 2009年: ユーロビジョン・ソング・コンテスト

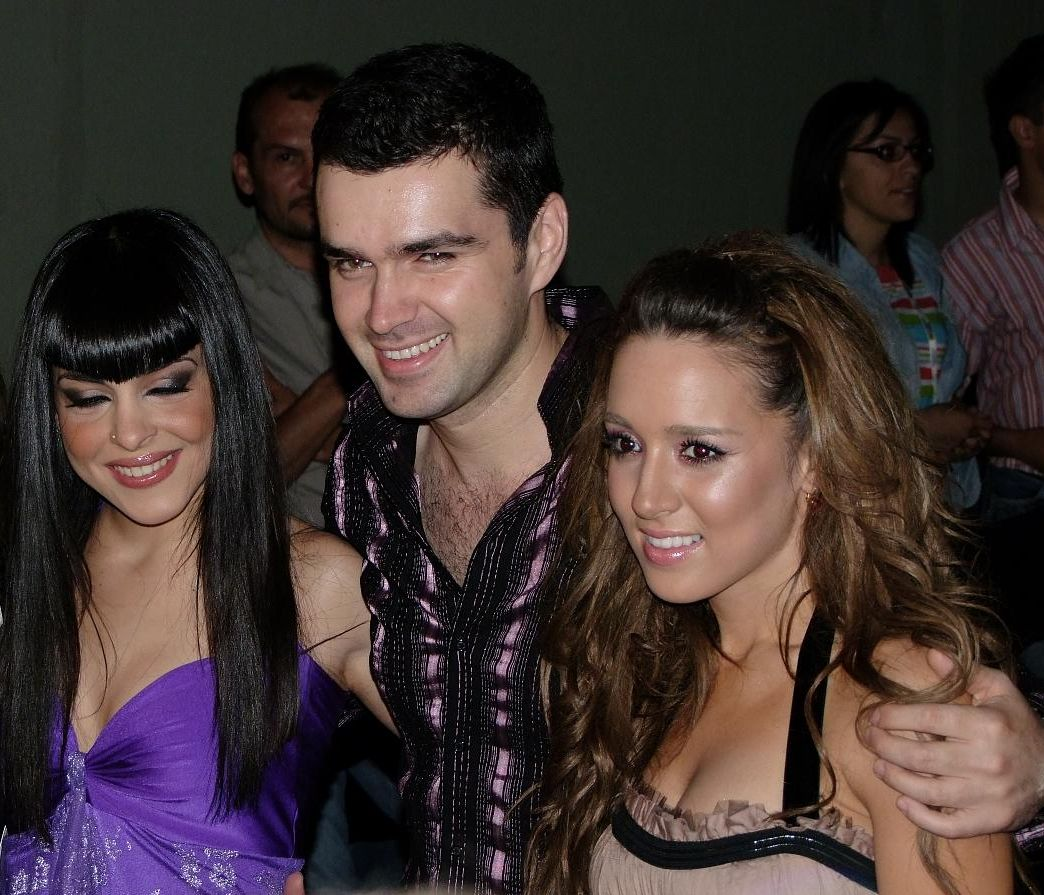
カロミラ（右）、ルーマニア代表のヴラド・ミリツァ（Vlad Miriţă）、キプロス代表のエヴドキア・カディ（Evdokia Kadi）と共に。5月16日にベオグラードで行われたユーロビジョン・ソング・コンテスト2008・パーティにて

2007年末、Heaven Musicはユーロビジョン・ソング・コンテスト2008のギリシャ代表選考にカロミラを参加させた。コンスタンディノス・パンツィス（Konstantinos Pantzis）楽曲、ポセイドナス・イアノプロス（Poseidonas Giannopoulos）作詞による、R&B的なビートにギリシャ風の音楽を織りまぜた楽曲「Secret Combination」で選考に挑んだ。楽曲は「アメリカ風」の要素が意識されたものであった。2008年2月27日、カロミラの歌う「Secret Combination」はユーロビジョン・ギリシャ代表の地位を勝ちとり、3月から4月にかけてプロモーションのためにヨーロッパ各国を訪れた。
2008年5月20日、ユーロビジョン本戦の準決勝1が行われ、カロミラは1位で準決勝を通過し、決勝に進んだ。5月24日の決勝では218得点を得て、ロシア、ウクライナに次いで3位となった。エレニ・メネガキ（Eleni Menegaki）のインタビューに対し、ユーロビジョンへの参加はこれまでのキャリアで最大の出来事であり、また自身の人生においてもこれまでで最大の出来事で、今後ずっと良い思い出として残るだろうと話した。大会での成功を予想していたかとの質問に対しては、常に最良を尽くすつもりでいたが、それ以上に、どのような結果になろうとも、ギリシャの人々が自身のパフォーマンスを誇りに思えるものにしたかったと話した。エレニ・メネガキは、自分を含む多くのギリシャ人にとっても、カロミラのこれまでのキャリアの中で最も決定的な出来事となったと述べた。2004年のフェイム・ストーリー参加の頃からカロミラを見てきたギリシャの人々にとって、彼女には純粋無垢な少女のイメージであったが、このユーロビジョンではより成熟したプロフェッショナルの歌手としてのイメージを演出できた。
2007年の9月か10月にかけて、カロミラはウェブ上の日記にて『Secret Combination the Album』と題する新しいアルバムが発売されることを明かしていた。アルバムにはユーロビジョン代表曲「Secret Combination」をはじめとするギリシャ語や英語の楽曲、Master Tempoによる「Secret Combination」のラップ・リミックスも収められている。制作陣にはコンスタンディノス・パンツィス、タソス・ヴーイアツィス（Tasos Vougiatzis）、Sunny Xが起用されている。
ユーロビジョン終了後、姉妹の出産のためにニューヨークに滞在し、アルバムのプロモーションにはまったく関与しなかった。その後、カロミラの父はインタビューに答えて、娘はHeaven Musicから汚れ物のように扱われ、歌手としてのキャリアを続けるかどうかわからない、8月に何らかの決断をすると話した。これに対して、Heaven MusicのCEO、マキス・プーネンディス（Makis Pounentis）は説明がつかないとして驚きを表明し、カロミラに対しては契約の尊重と歌手業への復帰を求めたと話した。カロミラが歌手を辞めたとのうわさが広がる中、しかし彼女は音楽業界に戻った。ギリシャへの復帰後コンサートを行った後、リアリティ番組「Big in Japan」のギリシャ版の司会を務めた。番組は12人の挑戦者とともに日本で行われる。
2009年、カロミラは多数の北米のギリシャ系クラブでパフォーマンスを続けた。4月26日にはニューヨーク、6月25日にはロサンゼルス、6月27日にはトロント、11月8日にはサンフランシスコでコンサートをしている。

### 2010年
2010年1月、カロミラがギリシャのドミノ・ピザの広告塔に起用されることが発表された。また、アルファTV（Alpha TV）の番組「Greek Idol」では、再びテレビ司会を務めることとなったが、後にこの役割はアンダ・リヴィツァヌー（Anta Livitsanou）が務めることになった。
同じく2010年1月、自身のTwitterにて、新しいアルバムに向けてレコーディングをしているところだと明かしている。2010年6月にHeaven Musicとの契約が切れることから、フィーヴォス（Phoebus）が新たに立ち上げたレーベル・The Spicy Effectへの移籍もうわさされていたが、3月にはHeaven Musicとの契約を更新した。次のシングル「Please Don't Break My Heart」はアメリカ合衆国のラッパー・ファットマン・スクープ（Fatman Scoop）をフィーチャーしたもので、プロモーション・ビデオクリップはトルコで撮影され、Rythmos 94.9にて公開された。このシングルの発売と新アルバムのレコーディングに加え、5月にはクラブFUZZでパフォーマンスをしている。

## 私生活
2008年のTahidromos誌のインタビューにて、両親の経営するレストランで撮影を行ったこと、ギリシャ系アメリカ人の男性と婚約し、2010年に結婚する予定であることを明かした。後に、アメリカ合衆国の出身地の近くで2010年9月26日に結婚する予定であることを再確認し、またアメリカでの結婚式に参加できないギリシャの友人のために、結婚後にギリシャでパーティをする計画であることを明らかにした。2010年9月26日、ニューヨーク・ヘンプステッドにある正教会の聖堂・聖パヴェル大聖堂にて結婚式が行われた。

## ディスコグラフィー
アルバムはギリシャおよびキプロスで発売されたものである。

### スタジオ・アルバム
| 年     | 題名                                                 | 認定     |
| ------ | ---------------------------------------------------- | -------- |
| 2004年 | Kalomira                                             | ゴールド |
| 2005年 | Paizeis?                                             |          |
| 2006年 | I Kalomira Paei Cinema (Kalomira Goes To The Cinema) |          |
| 2008年 | Secret Combination the Album                         |          |
| 2011年 | Untitled studio album                                |          |

### CDシングル
| 年     | 題名                          | 収録                                                  | 注                                                     |
| ------ | ----------------------------- | ----------------------------------------------------- | ------------------------------------------------------ |
| 2006年 | "Gine Mazi Mou Paidi"         | "Gine Mazi Mou Paidi"                                 | ギリシャの障害者や貧困対策のためのチャリティ           |
| 2008年 | "Secret Combination"          | "Secret Combination" and Secret Combination the Album | ユーロビジョン・ソング・コンテスト2008のギリシャ代表曲 |
| 2010年 | "Please Don't Break My Heart" | "Please Don't Break My Heart"                         |                                                        |
| 2010年 | "I Do"                        | "I Do"                                                | Perfect Wedding誌の付属                                |

| 2008年 | "Secret Combination" | 1 | 1 | 71 | 67 | 46 | 18 | 38 | 29 | 17 |

### ビデオ・アルバム
| 年   | 題名                                                       | 認定 |
| ---- | ---------------------------------------------------------- | ---- |
| 2005 | Kalomira Special Karaoke Edition - 2005年9月発売 - 1st DVD |      |

### ビデオ・クリップ
- "Nomizeis"
- "Petheno Gia Sena"
- "Proti mou Fora"
- "Paizeis"
- "Ki Olo Perimeno"
- "Medley ("Crazy Girl", "Mambo", "Riko Riko Rikoko" (T'Agori Mou), "Thelo Ta Opa Mou")
- "Secret Combination"
- "Please Don't Break My Heart" (Kalomira feat. Fat Man Scoop)

### ゲスト参加
- "Do What You Wanna Do" - ("59's Finest - The Five Nine Ep") (2004)
- "Teleftea Efkairia" - (Single by "Filoi Gia Panta") (2007)